# 17, ovvero: l'incredibile e triste storia del cinico Rudy Caino
17, ovvero: l'incredibile e triste storia del cinico Rudy Caino è un film del 1992, diretto da Enrico Caria.
Si tratta di un film a basso costo in cui, all'interno di un'ambientazione fantascientifica, la parte satirica ha il sopravvento, descrivendo la natura violenta del potere e le contraddizioni sociopolitiche di un Meridione futuribile.

## Trama
2057: l'Europa è stata messa in ginocchio dagli "ordigni chimici dei paesi poveri". I gas tossici stanno sterminando gli ultimi rappresentanti della razza umana. Ma non a Napoli: l'inquinamento secolare ha creato una cortina di fumo che la protegge. La città è divisa in due zone. In una la popolazione è angariata da un "presidente" che è quasi un dittatore e vive arroccato a Posillipo. Nell'altra, Giù Napoli, spadroneggia il suo acerrimo nemico,  il camorrista Don Gaetano Carone, detto 'O Turco, in perenne lotta con il "presidente" per il controllo dell'intera regione. Per scampare agli attentati del criminale, da tempo il "presidente" si è circondato di sosia-cloni. Ma adesso è in pericolo: i suoi "cloni" sono stati tutti eliminati, a eccezione dell'ultimo, che è prigioniero di 'O Turco. L'agente Rudy Caino assume l'incarico di liberarlo, ma la missione fallisce a causa di una contagiosa mutante, Sasa, che gli impedisce di portare l'ultimo sosia al "presidente". 'O Turco strangola il "presidente" durante un dibattito televisivo, diventando di fatto il boss di Giù Napoli e Posillipo. Sasa ritrova Rudy a Posillipo e i due iniziano una storia d'amore grazie a speciali pillole che impediscono il contagio.